# 趙世勳
趙世勳（?—?），奉天府漢軍鑲白旗人，一說錦縣（今錦州市）人，清朝官員。

## 生平
康熙四十五年（1706年）丙戌科三甲第二百名進士。任工部主事。康熙四十八年（1709年）出任雲南蒙化府掌印同知。康熙五十二年（1713年）升廣西柳州府知府，康熙五十七年（1718年）改潯州府知府，康熙六十一年（1722年）遷慶遠府知府。